# スペタル
スペタル（クロアチア語: Supetar）はクロアチア、スプリト＝ダルマチア郡のブラチ島北側にある町およびそれを中心とした基礎自治体である。スペタルはスプリツカ(Splitska)、スクリプ(Skrip)、ミルツァ(Mirca)の各地区も含まれる。2001年の国勢調査による人口は3,889人で、ブラチ島では最大の町でアパートが建設されるなど、開発も進められている。スプリトからはヤドロリニヤのフェリーで約45分かかる。島の公用語はクロアチア語であるが、観光業が盛んなこともありほとんどの住民は英語やイタリア語、ドイツ語を話すことが出来る。

## 歴史
旧スペタルは現在、墓地が広がる小さな半島部にあった。最初の集落は初期キリスト教の時代にあり、中世後期にペトロの名で知られる新たな集落が湾の周辺に開けた。現在の町の名であるスペタルはここから来ている。もともとはラテン系の住民が町に居住していた時のラテン語のS.v Petarから来ており"Sv"は聖を意味する"Sveti"である。今日のスペタルの集落の起源は16世紀に遡り、人々は島の内陸に8km入ったネレジシュチャ(Nerežišča)に居住し港を利用し始めた。主に18世紀から19世紀を通じて発展が進み、ネレジシュチャからスペタルにブラチ島の行政的な中心となった。公式には1827年より島の中心となっている。

## みどころ
教区教会である聖ペトロ教会は古い教会の脇に1773年、バロック様式で再建された。当時新たな通路や鐘楼なども造られ、1887年には拡張されている。教会には18世紀後半の地元の画家であるフェリックス・ティロニ(Feliks Tironi)の絵画と作者不詳のヴェネチアの芸術家によるバロック様式の壁飾りが所蔵されている。教会の古い部分にはクロアチア語で書かれた碑文の墓碑があり、教会の入り口は二つの大きなゴシック様式の柱頭で造られている。

## その他
アメリカのテキサス州にある町マッキニーのアドリアティカ(Adriatica)での住宅開発ではスペタルの町を部分的に忠実に再現されている。

## 出身者
- ニノ・ガロヴィッチ - サッカー選手